# Weg met de wereld
Weg met de wereld (Engelse titel: The long result) is een sciencefictionroman uit 1965 van de Britse schrijver John Brunner. Het origineel werd uitgebracht door uitgeverij Faber and Faber in Londen. De Nederlandse versie werd uitgegeven door Uitgeverij Het Spectrum in de Prisma Pocketsreeks onder catalogusnummer 1512 (kostprijs 3 gulden).

## Synopsis
In een (verre?) toekomst heeft de mensheid vanuit de Aarde een aantal planeten gekolonialiseerd. Elk van die werelden volgt in hun beleid tegenover andere bewoonde planeten die van de Aarde. Een aantal daarvan zijn in hun ogen qua beleid al verder dan de Aarde en willen zich losweken. Sterland is daarin het eerst. Door het totalitaire systeem wat daar heerst is ze met beslissingen keer op keer sneller dan de Aarde, waar alles besproken moet worden. Om de zaak op de spits te drijven nodigt Sterland een delegatie van het Alpha Centauri-stelsel op Aarde uit voor een kennismaking, de Aarde opschepend met moeilijkheden, want die bewoners kunnen alleen overleven in een omgeving van chloor. Tegelijkertijd is op de Aarde een organisatie werkzaam, die eigenlijk helemaal geen buitenaardsen (lees buitenmenselijken) wil: "Bond Wereld voor de Mensen". In de onderlinge strijd moet Roald Vincent van het Bureau voor Culture Relaties zich bewegen en ook aan zijn eigen carrière en liefdesleven denken.   